# Los litigantes
Los litigantes es una novela del escritor estadounidense John Grisham. La novela trata sobre dos firmas de abogados de Chicago que emprenden una demanda contra una compañía farmacéutica que produce una píldora anticolesterol, la que supuestamente ha cobrado la vida de una persona.

## Sinopsis
Krayoxx, medicamento anticolesterol, al parecer causó un paro cardíaco al padre de Lyle Marino. La firma de abogados Oscar Finley & Willy Figg se hacen cargo del caso, esperando que la demanda le haga ganar una fortuna a su cliente. Sin embargo, los acontecimientos empiezan a tomar giros insospechados que le darán a los abogados una razón mayor que el dinero para ganar el caso: su propia vida está en peligro.